# بورگبرگ یم الگو
بورگبرگ یم الگو (به آلمانی: Burgberg im Allgäu) یک شهر و شهرداری |شهر و تقسیمات کشوری سطح دوم در آلمان است که در ابرالاگوی واقع شده‌است. بورگبرگ یم الگو ۳٬۱۸۹ نفر جمعیت دارد.